# Pulanesaura

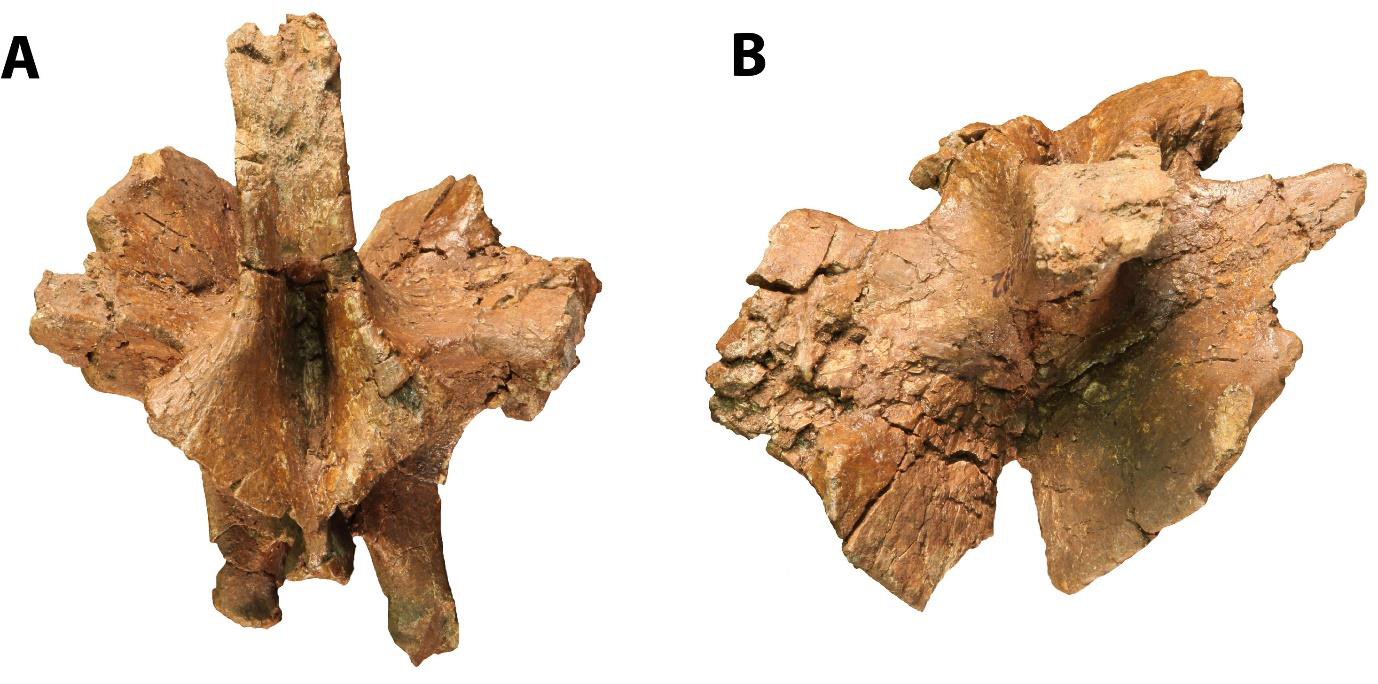
Holotypowy fragmentaryczny kręg grzbietowy

Pulanesaura – wymarły rodzaj dinozaura gadziomiednicznego, bazalnego zauropoda.
Skamieniałości dinozaura nieznanego wcześniej nauce znaleziono w Południowej Afryce, w Senekal District of the Free State. Spoczywały w niewielkim kamieniołomie w okolicy farmy Spion Kop 932, wśród skał wczesnojurajskich formacji geologicznej Elliot. Badacze dostrzegli w nich szczątki zauropodomorfa będącego raczej bazalnym zauropodem niż bliskim krewnym tej grupy. Wskazują na to cechy zębów, szkieletu osiowego i przednich kończyn. Holotyp obejmuje jednak tylko łuk kręgowy z przedniego kręgu grzbietowego. Odmienności znalezione podczas badań pozwoliły zespołowi McPhee na opisanie nowego rodzaju. Badacze zdecydowali się nadać mu nazwę Pulanesaura. Wywodzą ją od pochodzącego z języka sotho słowa pulane oznaczającego kogoś sprowadzającego deszcz. McPhee i inni tłumaczą ten pomysł deszczem podczas wykopalisk. Drugi człon nazwy rodzajowej saura oznacza po łacinie "jaszczurkę". W rodzaju badacze umieścili pojedynczy gatunek Pulanesaura eocollum. Eo pochodzi z greki i oznacza świt. Natomiast collum oznacza po łacinie szyję. Autorzy pragnęli w ten sposób odnieść się do szyi zwierzęcia, zwiastującej późniejszy rozwój szyj u zauropodów.
Badacze przeprowadzili analizę filogenetyczną. Pulanesaura okazała się najbliższą grupą zewnętrzną kladu tworzonego przez Vulcanodon i zauropody bardziej od niego zaawansowane ewolucyjnie. Pogląd ten został potwierdzony kolejnymi badaniami.